# Gentiana lateriflora
Gentiana lateriflora är en gentianaväxtart som beskrevs av William Botting Hemsley. Gentiana lateriflora ingår i släktet gentianor, och familjen gentianaväxter. Utöver nominatformen finns också underarten G. l. uncifolia.